# Démographie de Blyes
La démographie de Blyes est caractérisée par une densité faible et une population en croissance forte depuis les années 1962.
En 2014, Blyes comptait 972  habitants, soit une évolution de 5.6 % par rapport à 2006. La commune occupait le 177e rang en nombre d'habitants sur les 419 communes que compte le département.
L'évolution démographique, les indicateurs démographiques, la pyramide des âges, l'état matrimonial, les caractéristiques de l'emploi et le niveau de formation sont détaillées ci-après.

## Évolution démographique
L'évolution du nombre d'habitants est connue à travers les recensements de la population effectués périodiquement dans la commune depuis 1866. 
Après avoir connu un maximum en 1866 avec 1 309 habitants, la commune connaît un déclin démographique jusqu'en 1962 avec un minimum à 108 habitants. La population de la commune croît ensuite à nouveau fortement.
Une réforme du mode de recensement permet à l'Insee de publier les populations légales des communes annuellement à partir de 2006. Pour les communes de moins de 10 000 habitants, les recensements ont lieu tous les cinq ans, les populations légales intermédiaires sont quant à elles estimées par calcul. Le premier recensement exhaustif de la commune entrant dans le cadre de ce nouveau dispositif a eu lieu en 2005.
En 2014, Blyes comptait 972  habitants, soit une évolution de 5.6 % par rapport à 2006. La commune occupait le 177e rang en nombre d'habitants sur les 419 communes que compte le département.
| 1866 | 1872 | 1876 | 1881 | 1886 | 1891 | 1896 | 1901 | 1906 |
| ---- | ---- | ---- | ---- | ---- | ---- | ---- | ---- | ---- |
| 309  | 291  | 281  | 267  | 282  | 261  | 229  | 182  | 168  |

| 1911 | 1921 | 1926 | 1931 | 1936 | 1946 | 1954 | 1962 | 1968 |
| ---- | ---- | ---- | ---- | ---- | ---- | ---- | ---- | ---- |
| 178  | 163  | 136  | 137  | 134  | 112  | 115  | 108  | 147  |

| 1975 | 1982 | 1990 | 1999 | 2005 | 2010 | 2014 | - | - |
| ---- | ---- | ---- | ---- | ---- | ---- | ---- | - | - |
| 228  | 359  | 535  | 692  | 908  | 886  | 972  | - | - |

## Indicateurs démographiques

### Densité
La densité de la population de Blyes est passée de 15,8 habitants/km2 en 1968 à 94,7 en 2009. Cette densité est, en 2009, 1,1 fois plus faible que la densité moyenne du département de l'Ain (102,2) et 1,2 fois que celle de la France métropolitaine (114,8).
Cet indicateur situe la commune au 135e rang au niveau départemental (sur 419 communes) et au 8 699e au niveau national (France métropolitaine), sur 36 575 communes.
|                           | Blyes | Blyes | Blyes | Blyes | Blyes | Blyes | Ain     | France     |
|                           | 1968  | 1975  | 1982  | 1990  | 1999  | 2009  | 2009    | 2009       |
| ------------------------- | ----- | ----- | ----- | ----- | ----- | ----- | ------- | ---------- |
| Population                | 147   | 228   | 359   | 535   | 691   | 883   | 588 853 | 62 465 709 |
| Densité moyenne (hab/km²) | 15,8  | 24,5  | 38,5  | 57,4  | 74,1  | 94,7  | 102,2   | 114,8      |

### Soldes naturels et migratoires
L'augmentation moyenne annuelle s'est relativement tassée depuis les années 1970. De 6,5 % sur la période 1968-1975, elle est passée à 2,5 % sur la période 1999-2009, quand celle du département de l'Ain a baissé de 1,5 % à 1,3 %. Le solde naturel annuel, qui est la différence entre  le nombre de naissances et le nombre de décès enregistrés au cours d'une même année, reste relativement stable, puisque la variation annuelle due au solde naturel passe de 1 à 1. La baisse du taux de natalité, qui passe de 19,2 % à 15,6 %, est en fait relativement compensée par la baisse du taux de mortalité, qui parallèlement passe de 10,9 à 8,6.
Le flux migratoire connaît un recul, le taux annuel passant de 5,5 à 1,4 %, traduisant une baisse des implantations nouvelles dans la commune.
Le taux de natalité est passé de 19,2 ‰ sur la période 1968-1975 à 15,6 ‰  sur la période 1999-2009.  Celui du département était sur la période 1999-2009 de 12,5 ‰ et celui de la France métropolitaine de  12,8 ‰.
Le taux de mortalité est quant à lui passé de 9,6 ‰ sur la période 1968-1975 à 5,2 ‰  sur la période 1999-2009. Celui du département était sur cette dernière période de 7,6 ‰ et celui de la France de 8,8 ‰.
Evolution sur la période 1968-2009
|             |                                                    | 1968 à 1975 | 1975 à 1982 | 1982 à 1990 | 1990 à 1999 | 1999 à 2009 |
| ----------- | -------------------------------------------------- | ----------- | ----------- | ----------- | ----------- | ----------- |
| Commune     | Variation annuelle moyenne de la population (en %) | 6,5         | 6,7         | 5,1         | 2,9         | 2,5         |
| Commune     | - due au solde naturel (en %)                      | 1           | 1,3         | 0,9         | 1,1         | 1           |
| Commune     | - due au solde apparent des entrées sorties (en %) | 5,5         | 5,4         | 4,2         | 1,8         | 1,4         |
| Commune     | Taux de natalité (en ‰)                            | 19,2        | 23,4        | 15,7        | 17          | 15,6        |
| Commune     | Taux de mortalité (en ‰)                           | 9,6         | 10,7        | 6,4         | 5,7         | 5,2         |
| Département | Variation annuelle moyenne de la population (en %) | 1,5         | 1,5         | 1,5         | 1           | 1,3         |
| France      | Variation annuelle moyenne de la population (en %) | 0,8         | 0,5         | 0,5         | 0,4         | 0,7         |

Mouvements naturels sur la période 1999-2009

## Pyramide des âges
La pyramide des âges, à savoir la répartition par sexe et âge de la population, de la commune de Blyes en 2009 ainsi que, comparativement, celle du département de l'Ain la même année, sont représentées avec les graphiques ci-dessous.
La population de la commune comporte 51,9 % d'hommes et 48,1 % de femmes. La tranche pour laquelle le déséquilibre est le plus prononcé en faveur des femmes est la tranche.

Le taux des personnes de 60 ans et plus de la commune est resté stable entre 1999 et 2009, au niveau de 13 %, alors que parallèlement les populations du département et de la France ont quant à elles vieilli, passant respectivement de 18 à 20 % pour le Département et de 20 à 23 % pour la France métropolitaine.
|                | Blyes | Blyes | Blyes | Blyes | Ain  | Ain  | France | France |
|                | 2009  | 2009  | 1999  | 1999  | 2009 | 1999 | 2009   | 1999   |
| -------------- | ----- | ----- | ----- | ----- | ---- | ---- | ------ | ------ |
|                | nb    | %     | nb    | %     | %    | %    | %      | %      |
| Ensemble       | 883   | 100   | 691   | 100   | 100  | 100  | 100    | 100    |
| 0-14 ans       | 228   | 26    | 178   | 26    | 21   | 21   | 18     | 19     |
| 15-29 ans      | 144   | 16    | 122   | 18    | 17   | 19   | 19     | 20     |
| 30-44 ans      | 226   | 26    | 191   | 28    | 22   | 23   | 20     | 22     |
| 45-59 ans      | 168   | 19    | 109   | 16    | 20   | 19   | 20     | 18     |
| 60-74 ans      | 82    | 9     | 71    | 10    | 13   | 12   | 14     | 13     |
| 75 ans ou plus | 34    | 4     | 20    | 3     | 7    | 6    | 9      | 7      |

 1999  2009

## État matrimonial
En 2009, la commune comptait 31,7 % de célibataires, 56,6 % de personnes mariées, 5,1 % de veufs ou veuves et 6,6 % de divorcé(e)s. Le taux de personnes mariées apparaît ainsi supérieur à celui du département (52,5 %) mais aussi de la France (47,5 %).
|               | Blyes  | Blyes  | Blyes  | Ain    | France |
| ------------- | ------ | ------ | ------ | ------ | ------ |
|               | Hommes | Femmes | Total  | Total  | Total  |
| Célibataires  | 35,7 % | 27,5 % | 31,7 % | 33,3 % | 37,5 % |
| Marié(e)s     | 55,2 % | 58,2 % | 56,6 % | 52,5 % | 47,5 % |
| Veufs, veuves | 2,1 %  | 8,5 %  | 5,1 %  | 6,8 %  | 7,7 %  |
| Divorcé(e)s   | 7,4 %  | 6 %    | 6,6 %  | 7,4 %  | 7,4 %  |

## Emploi
En 2009, les professions intermédiaires représentaient, avec 161 emplois, la catégorie socioprofessionnelle la plus importante de la population active de la commune (23,7 % contre 13,2 au niveau départemental). En 1999, ils étaient 84 et représentaient 16 % de la population active.
La commune comptait par ailleurs, en 2009, 122 retraités, soit 17,9 % de la population de la commune et 9,4 % de moins que le taux départemental. Cet écart s'est toutefois réduit par rapport à celui de 1999 puisqu'il était alors de -5,6 %.
|                                                   | Blyes | Blyes | Blyes | Blyes | Ain  | Ain  | France | France |
| ------------------------------------------------- | ----- | ----- | ----- | ----- | ---- | ---- | ------ | ------ |
| 2009                                              | 2009  | 1999  | 1999  | 2009  | 1999 | 2009 | 1999   |        |
| nb                                                | %     | nb    | %     | %     | %    | %    | %      |        |
| Ensemble                                          | 681   | 100   | 524   | 100   | 100  | 100  | 100    | 100    |
| Agriculteurs exploitants                          | 8     | 1,2   | 12    | 2,3   | 0,9  | 1,4  | 1      | 1,4    |
| Artisans, commerçants, chefs d'entreprise         | 16    | 2,3   | 28    | 5,3   | 3,7  | 4,2  | 3,3    | 3,5    |
| Cadres et professions intellectuelles supérieures | 59    | 8,7   | 28    | 5,3   | 8    | 5,9  | 8,7    | 6,7    |
| Professions intermédiaires                        | 161   | 23,7  | 84    | 16    | 15,5 | 13,2 | 13,9   | 12,1   |
| Employés                                          | 87    | 12,7  | 96    | 18,3  | 16,8 | 16,1 | 16,6   | 16,5   |
| Ouvriers                                          | 98    | 14,4  | 112   | 21,4  | 16,8 | 18,6 | 13,5   | 14,9   |
| Retraités                                         | 122   | 17,9  | 88    | 16,8  | 24,2 | 20,9 | 26,2   | 22,4   |
| Autres personnes sans activité professionnelle    | 130   | 19,1  | 76    | 14,5  | 14   | 19,8 | 16,9   | 22,6   |

 1999  2009

## Niveau de formation
Le taux de personnes non scolarisées sans diplôme a diminué entre 1999 (13,3 %) et 2009 (9,5 %). Il est inférieur à celui de l'Ain (17,1 %)  et à celui de la France métropolitaine (18,3 %).
Parallèlement le taux de personnes titulaires d'un diplôme de l'enseignement supérieur long est passé de 6,1 % en 1999 à 11,2 % en 2009, un taux supérieur à celui de l'Ain (10,6 %) et au taux national relatif à la France métropolitaine (12,7 %).
|                                                           | Blyes | Blyes  | Blyes | Blyes  | Ain  | Ain  | France | France |
| --------------------------------------------------------- | ----- | ------ | ----- | ------ | ---- | ---- | ------ | ------ |
| 2009                                                      | 2009  | 1999   | 1999  | 2009   | 1999 | 2009 | 1999   |        |
| nb                                                        | %     | nb     | %     | %      | %    | %    | %      |        |
|                                                           | 572   | 100    | 457   | 100    | 100  | 100  | 100    | 100    |
| Aucun diplôme                                             | 54    | 9,5 %  | 61    | 13,3 % | 17,1 | 18,4 | 18,3   | 20     |
| Titulaires du certificat d'études primaires               | 44    | 7,7 %  | 72    | 15,8 % | 11,2 | 18,4 | 11,1   | 17,6   |
| Titulaires du BEPC, brevet des collèges                   | 27    | 4,6 %  | 40    | 8,8 %  | 5,7  | 7,4  | 6,3    | 8,1    |
| Titulaires d'un CAP ou d'un BEP                           | 173   | 30,2 % | 143   | 31,3 % | 26,5 | 27,6 | 24     | 25     |
| Titulaires d'un baccalauréat ou d'un brevet professionnel | 96    | 16,8 % | 68    | 14,9 % | 16,4 | 12,4 | 15,9   | 12,1   |
| Titulaires d'un diplôme de l'enseignement supérieur court | 114   | 19,9 % | 45    | 9,8 %  | 12,5 | 8,8  | 11,8   | 8,5    |
| Titulaires d'un diplôme de l'enseignement supérieur long  | 64    | 11,2 % | 28    | 6,1 %  | 10,6 | 7    | 12,7   | 8,8    |

 1999  2009